# وهيرات (ذي السفال)

تعديل مصدري - تعديل

وهيرات هي إحدى قرى عزلة خنوة بمديرية ذي السفال التابعة لمحافظة إب، بلغ تعداد سكانها 1614 نسمة حسب تعداد اليمن لعام 2004.